# Южный парк (Калининград)
Ю́жный парк (нем. Südpark) — парк в Калининграде.
Пейзажный парк создан 9 декабря 1841 года по распоряжению Фридриха Вильгельма IV. В 1927 году назывался Южным парком, в 1938 году переименован в Парк Хорста Весселя, после Второй мировой войны неофициально назывался Матросским парком (рядом с парком, в равелине Хаберберг, располагались склады, охранявшиеся военнослужащими Балтийского флота), с 1957 по настоящее время — Южный парк (неофициально — Парк культуры и отдыха имени 40-летия ВЛКСМ).

## Общее описание

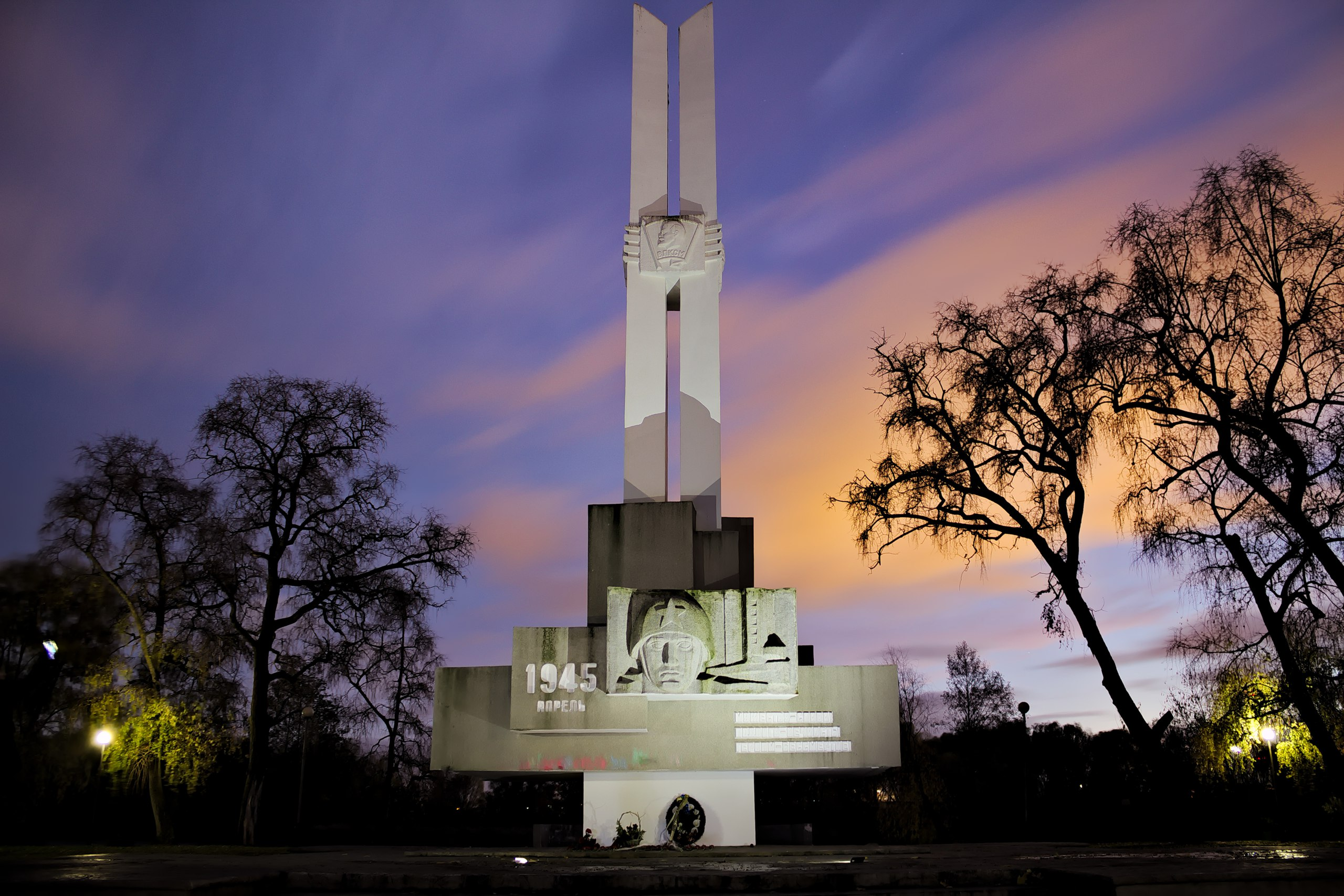
Памятный знак Героям-комсомольцам вечером.

Расположен в южной части (на левом берегу реки Преголи) города Калининграда, рядом с Южным вокзалом. Ограничен с запада улицей Киевской и площадью Калинина, с севера — проспектом Калинина, с востока — улицами Дзержинского и Аллея смелых, с юга — улицей Железнодорожной.
На границе парка находятся Фридландские ворота, Фридландский и Хабербергский равелины с заполненными водой рвами, в самом парке: три искусственных пруда, соединённые единой системой водообмена с рекой Преголей, фундамент бывшего Восточнопрусского зала, первого в Германии крытого ледового стадиона, здание Дворца культуры железнодорожников, стадион «Локомотив», площадка авиамоделистов, небольшое количество аттракционов, кафе, лодочная станция.
В центре парка на месте бывшего памятника Хорсту Весселю и другим штурмовикам установлен в 1988 году Памятный знак героям-комсомольцам, погибшим при штурме Кёнигсберга (скульпторы А. Н. Костанов, Л. Г. Пономарёва). Раньше аллеи парка были украшены гипсовыми скульптурами, которые были убраны в 1970-е годы. В парке сохранилась немецкая скульптура оленя, беседка на одном из прудов, подвесной мостик.
На территории расположен парк миниатюр «История в архитектуре».

## История создания
Парк создан рядом с вальными укреплениями в начале XX века по проекту ландшафтного архитектора Эрнеста Шнайдера.
В 1927 году на пруду рядом с Фридландскими воротами построена купальня с лодочной станцией, вышкой для ныряния и дорожками (теперь там находится дирекция парка). Деревья высаживались группами вдоль дорожек, преобладающие породы: каштан (каштанами полностью засажены также подземные сооружения вдоль границы парка на проспекте Калинина), клён, ива и пихта. Из деревьев устраивали также баскеты. Основное пространство парка составили поляны.
В 2000-х годах на юго-восточной окраине парка начали строить жилой комплекс «Манхеттен». В планах муниципалитета строительство в парке цирка, мечети, аквапарка.

## Строительство мечети
Осенью 2010 года в северо-восточной части парка у перекрёстка улиц Дзержинского и Аллея смелых рядом с христианским захоронением началось строительство мечети (54°41′41″ с. ш. 20°31′21″ в. д.), вызвавшее волну обсуждений и протестов среди горожан.
По мнению противников строительства мечети в этом месте, уничтожение деревьев негативно скажется на экологическом состоянии города. 

## Галерея

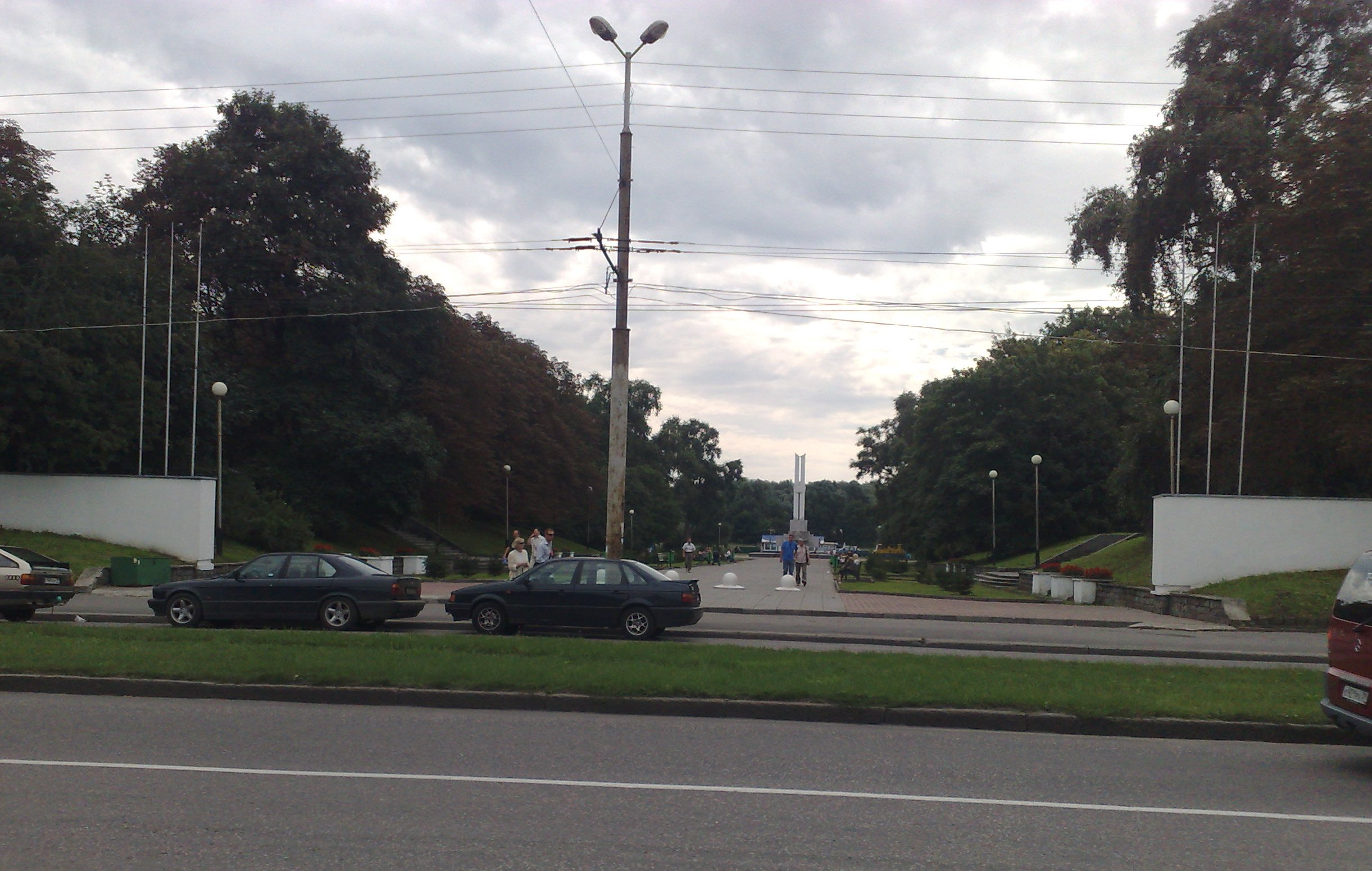
Вид на парк с проспекта Калинина, в центре монумент героям-комсомольцам
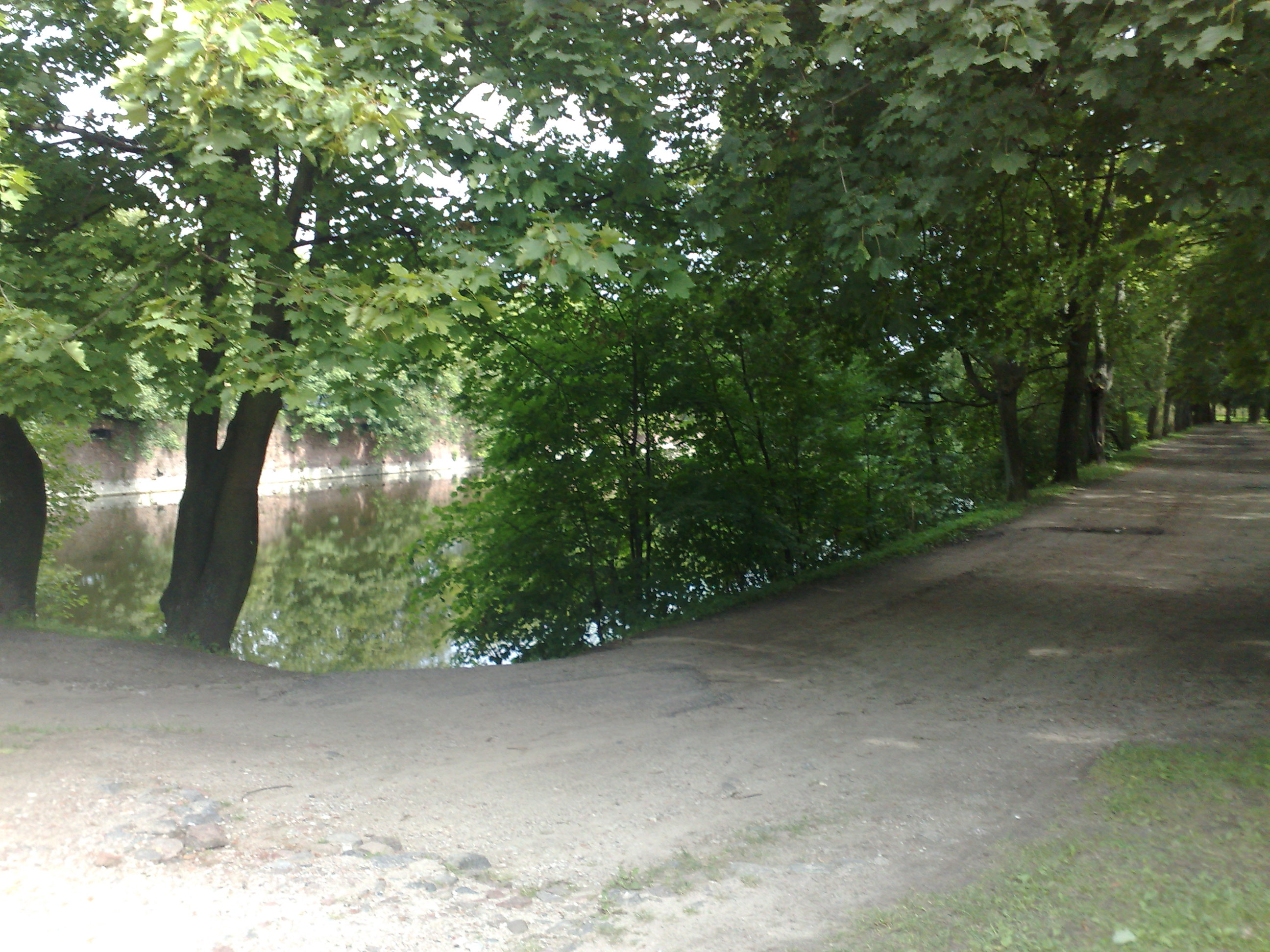
Аллея вдоль бастионного рва, ведущая к Фридландским воротам
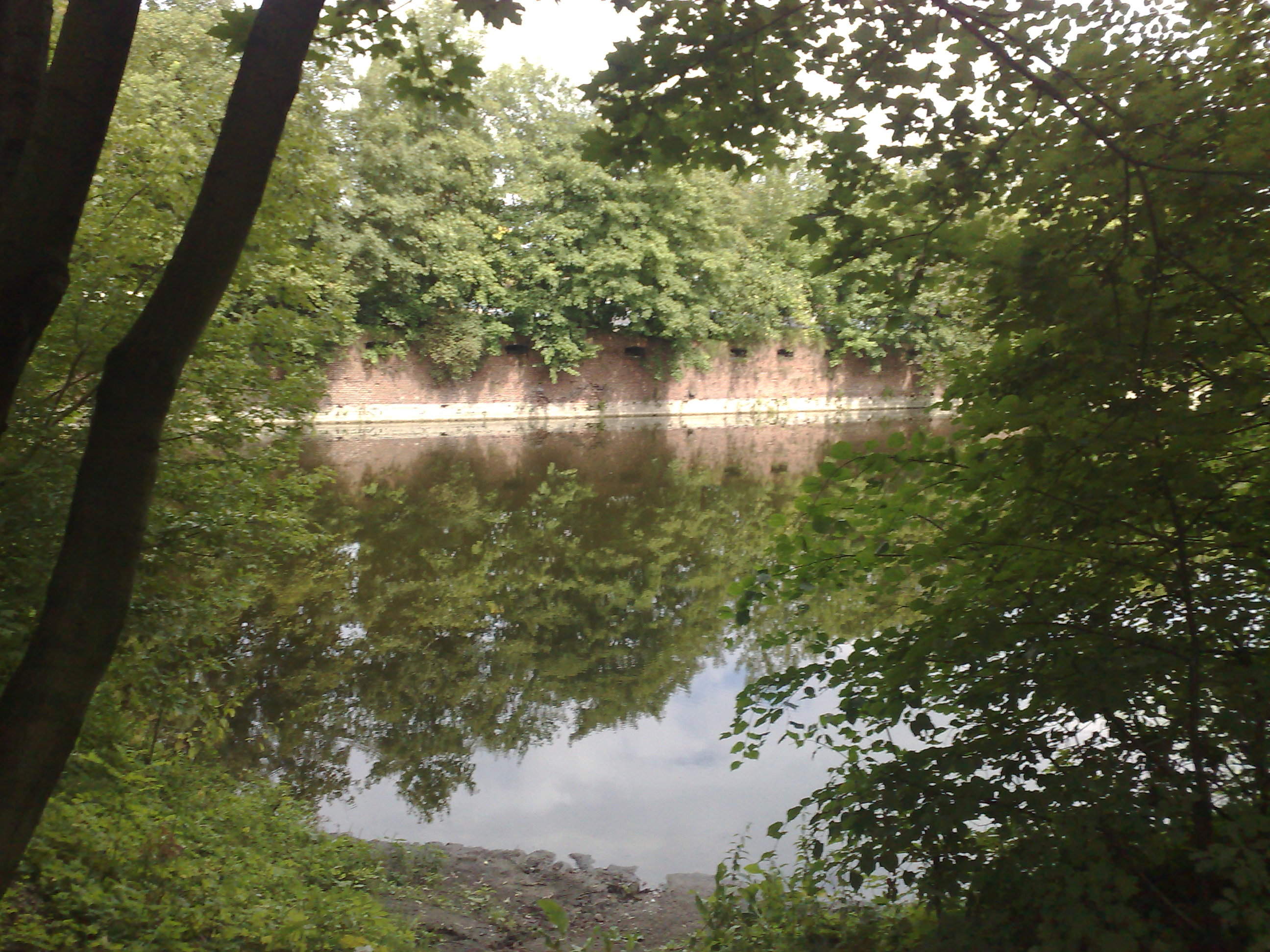
Ров и стена подземелья Фридландского бастиона
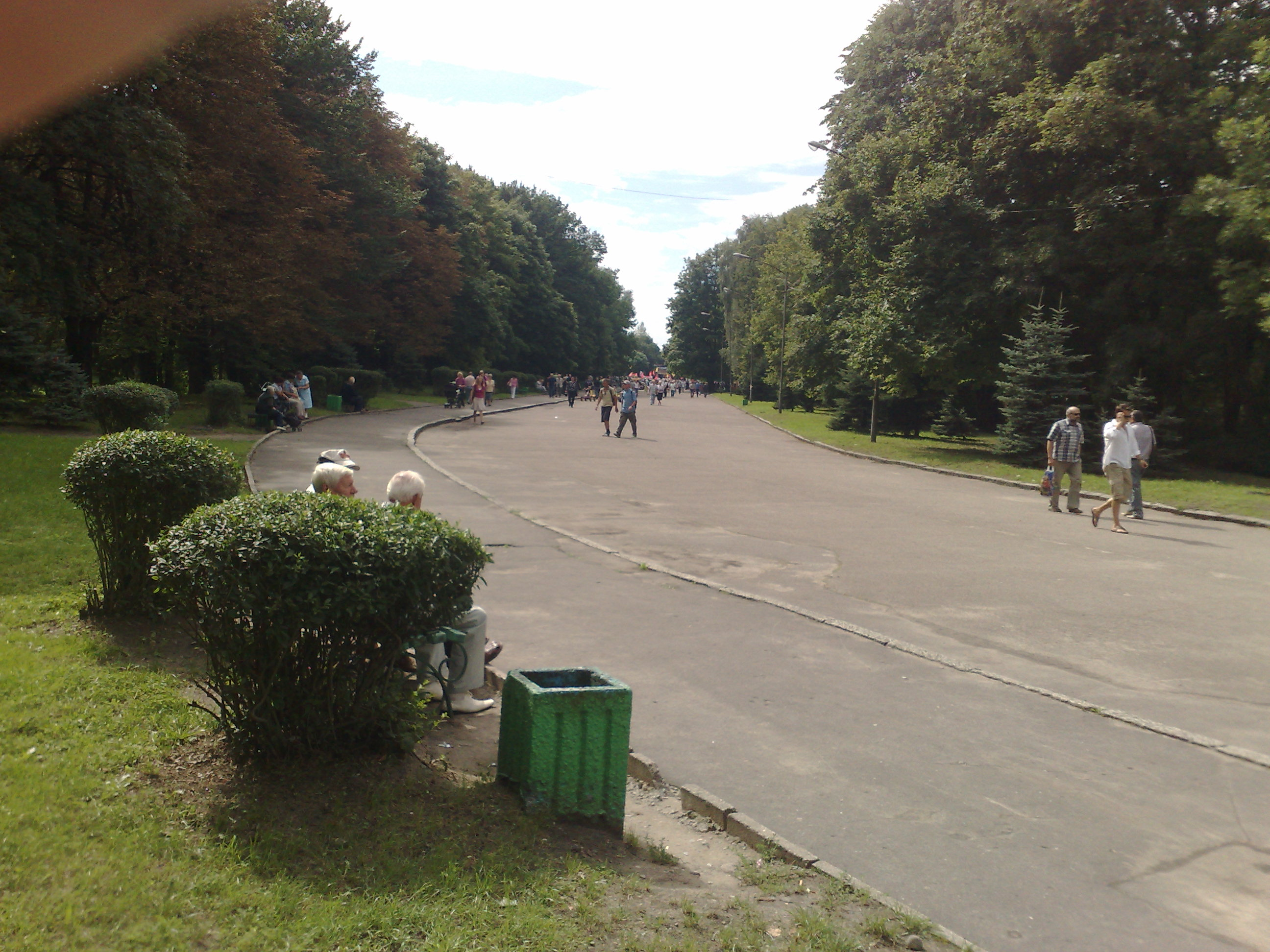
Центральная аллея, ведущая от проспекта Калинина к пруду и стадиону
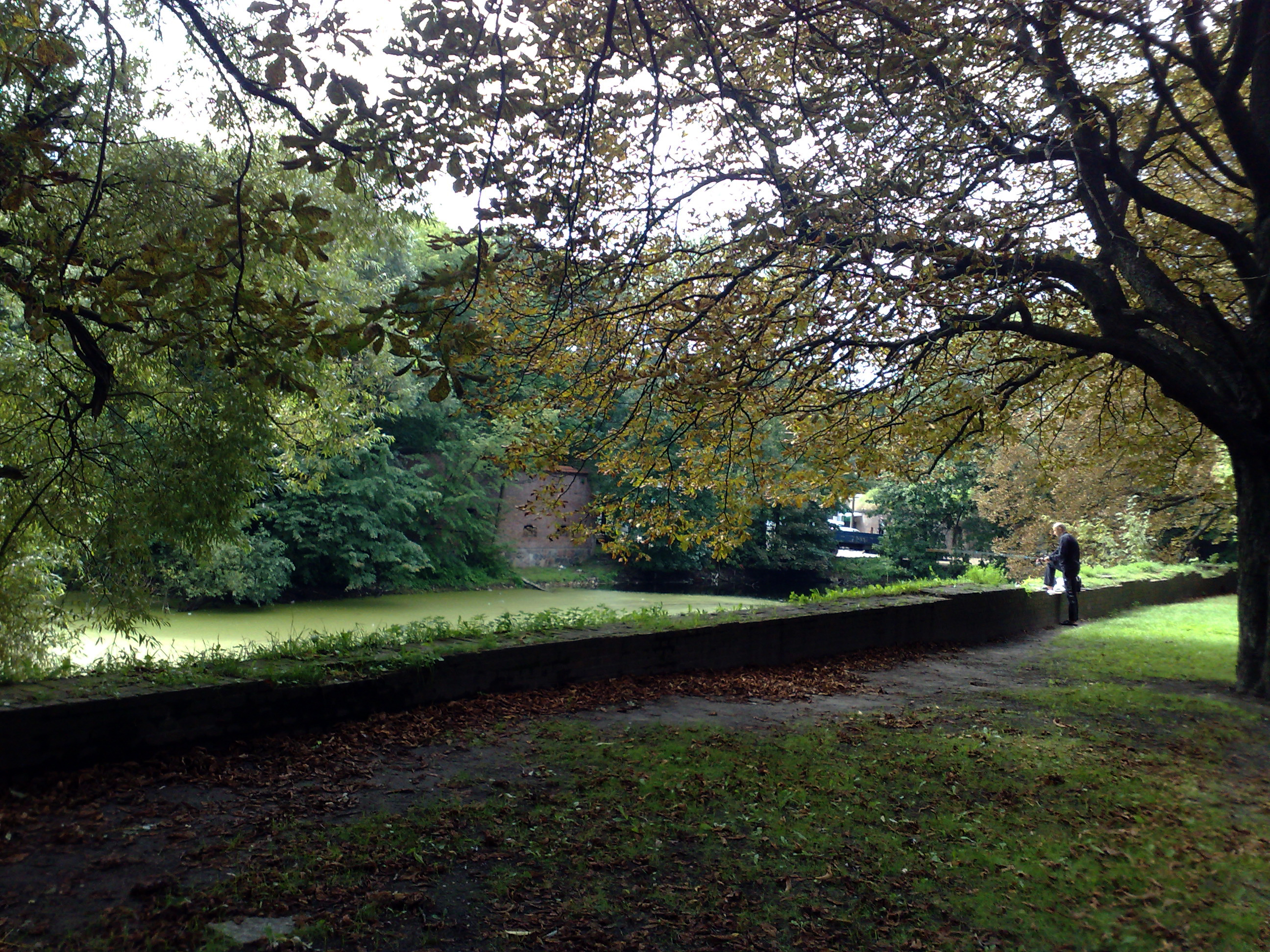
Стена у Хабербергского бастиона и ров перед фортификационными сооружениями
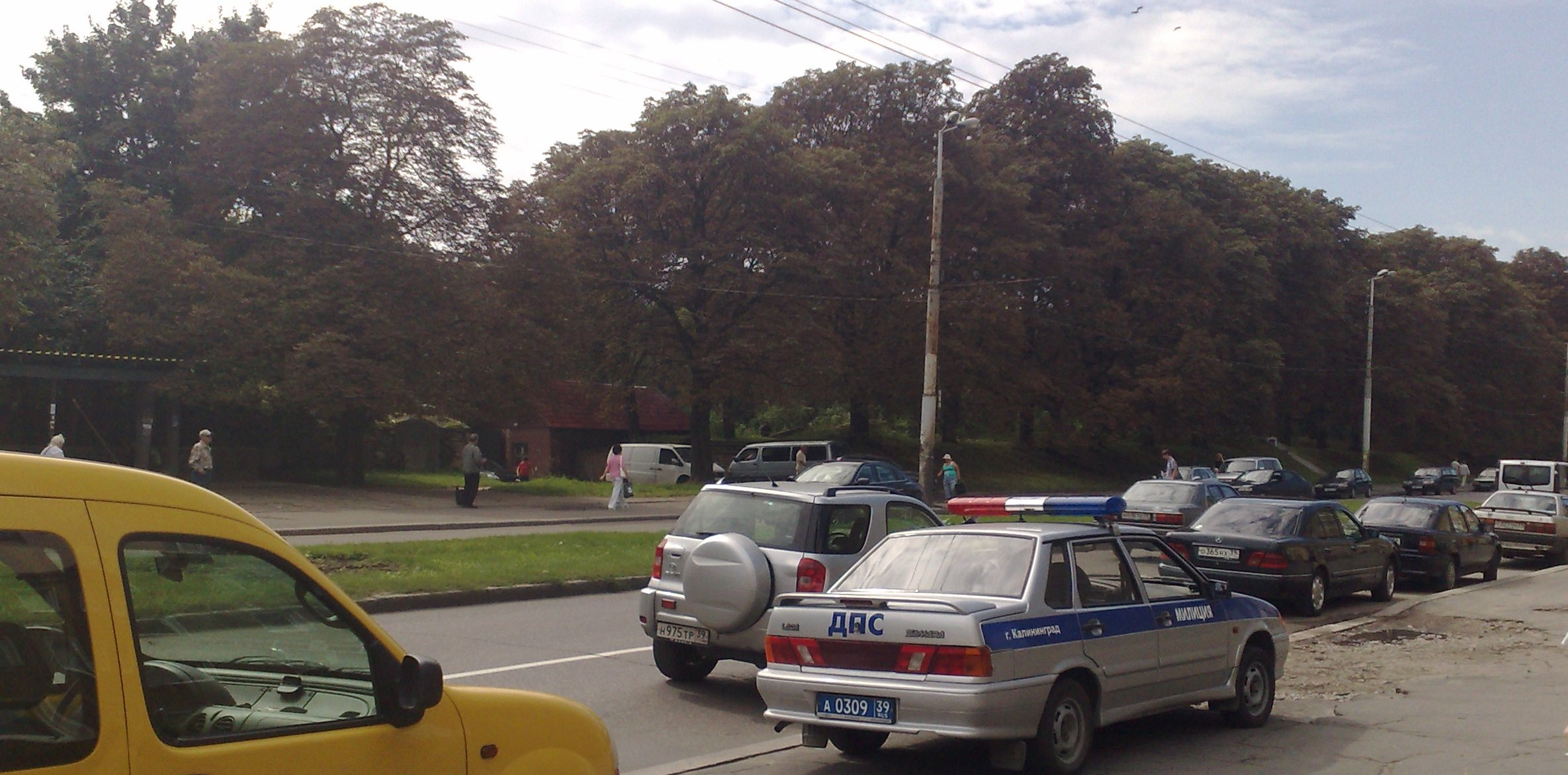
Проспект Калинина у северной окраины Южного парка, засаженной каштанами (внизу фортификационные сооружения)
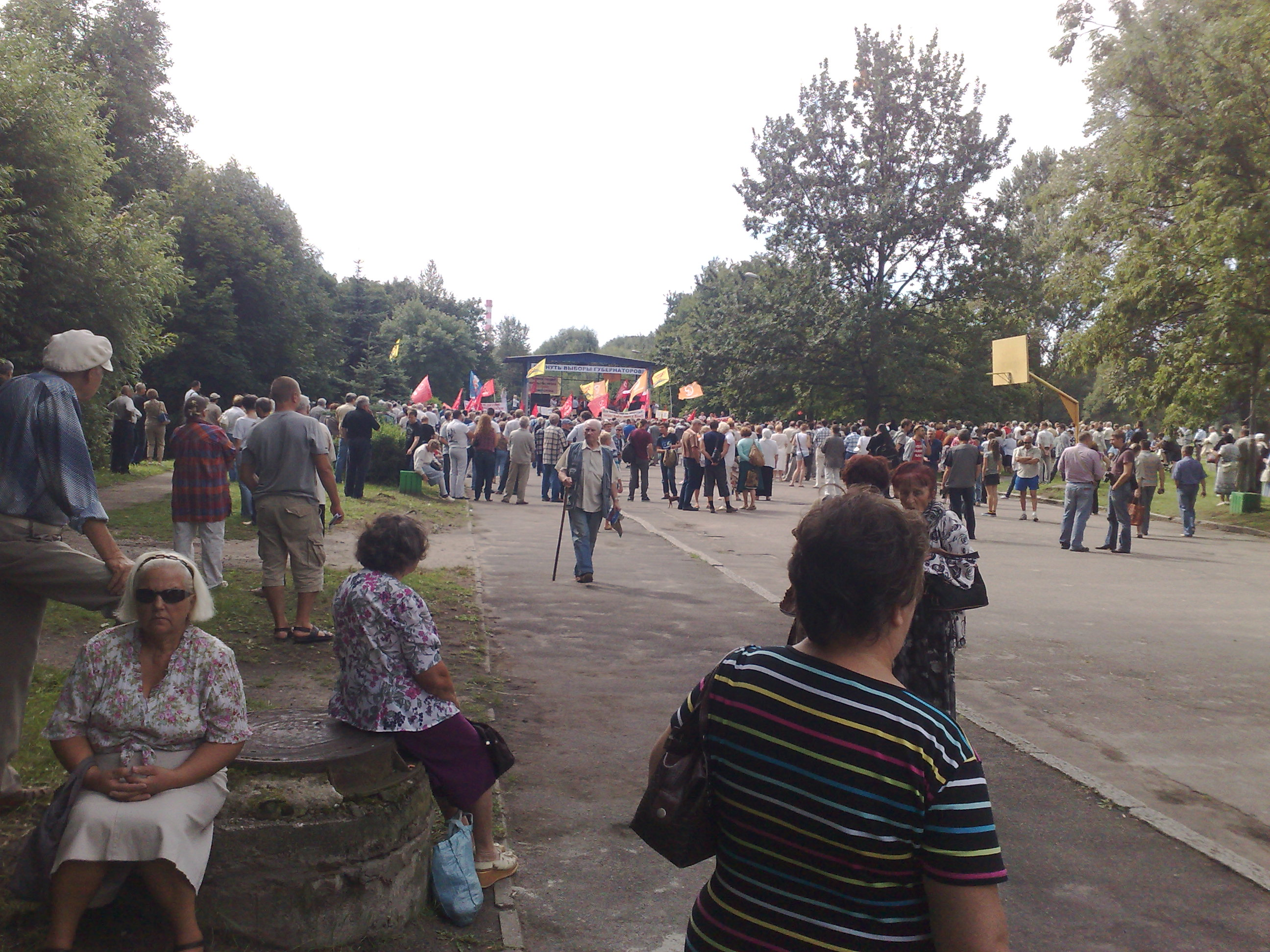
Общественное мероприятие в центре парка
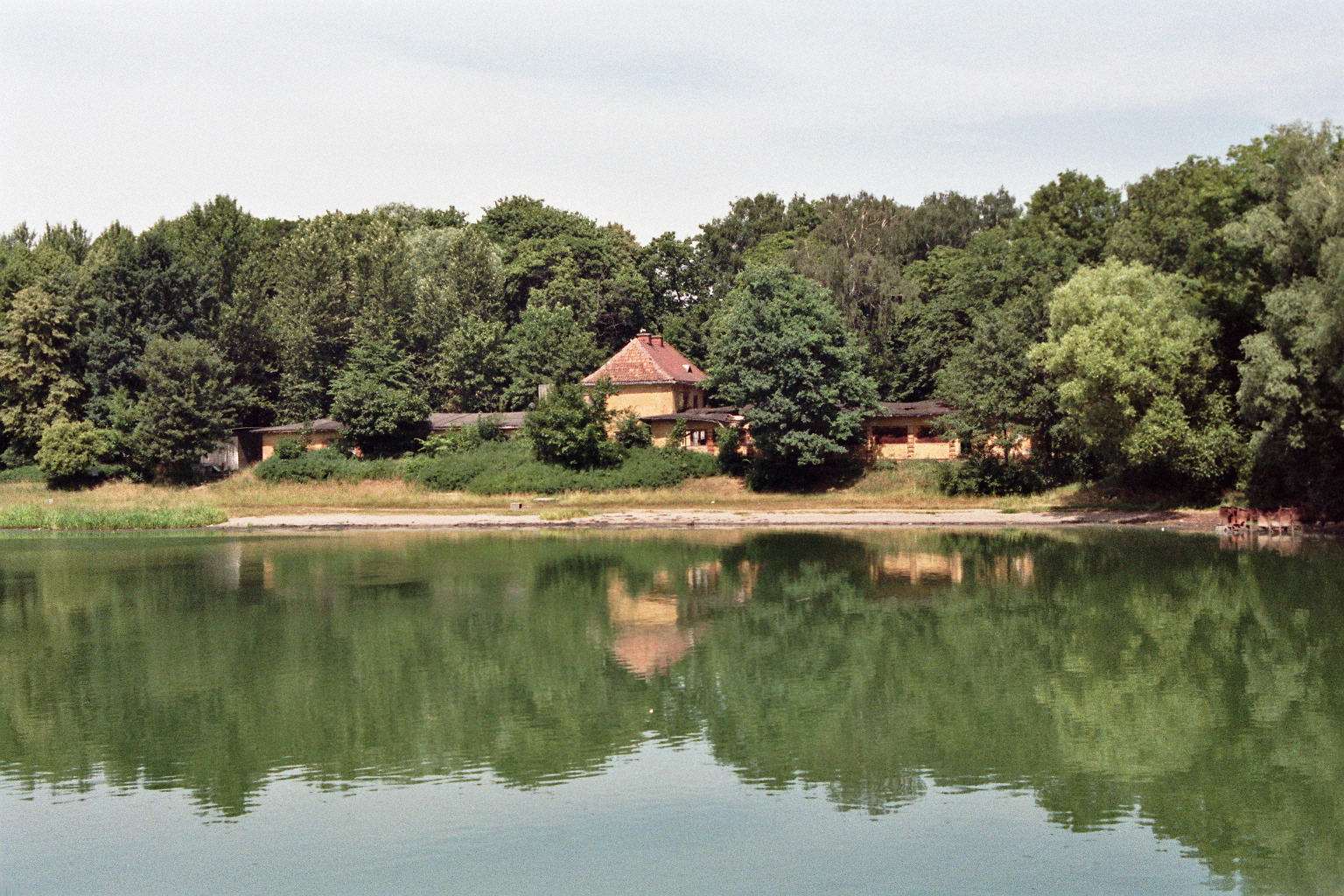
Вид на здание администрации парка со стороны пруда (фото 1982 года)